# 西広島駅
西広島駅（にしひろしまえき）は、広島県広島市西区己斐本町一丁目にある西日本旅客鉄道（JR西日本）山陽本線の駅である。駅番号はJR-R04。

## 歴史
- 1897年（明治30年）9月25日：山陽鉄道広島駅 - 徳山駅間延伸時に己斐駅（こいえき）として開設[3]。旅客・貨物取扱開始[3]。
- 1906年（明治39年）12月1日：山陽鉄道国有化[3]、逓信省の駅となる。
- 1909年（明治42年）10月12日：線路名称制定、山陽本線所属となる。
- 1945年（昭和20年）8月6日：広島市への原爆投下に伴い被爆。翌7日には山口彊等を乗せた長崎行避難列車が出る[4]。
- 1969年（昭和44年）10月1日：西広島駅（にしひろしまえき）に改称[3]。
- 1972年（昭和47年）9月1日：国鉄（→JR）特定都区市内制度導入に伴い、「広島市内」の駅となる[5]。
- 1973年（昭和48年）10月：みどりの窓口営業開始[6]。
- 1984年（昭和59年）1月1日：車扱貨物取扱廃止[3]。駅北側（3番線外側）に、有蓋車用貨物ホームがあった。
- 1986年（昭和61年）4月1日：荷物扱い廃止[3]。
- 1987年（昭和62年）4月1日：国鉄分割民営化に伴い、西日本旅客鉄道（JR西日本）の駅となる[3]。
- 1995年（平成7年）12月3日：西口の駅業務を委託。
- 2007年（平成19年）
  - 5月24日：ICOCA対応の自動改札機を設置。
  - 9月1日：ICカード「ICOCA」の利用が可能となる。
- 2009年（平成21年）4月11日：ズッコケ三人組の像が設置される。
- 2011年（平成23年）4月1日：西口の駅業務をJR西日本の再度直営とする。
- 2012年（平成24年）：西口のみ、みどりの窓口営業時間中の一部時間帯で窓口閉鎖を開始。
- 2016年（平成28年）
  - 4月1日：日管理駅が当駅から宮島口駅へ移転、東口・西口双方が業務委託駅化。
  - 4月10日：ジェイアール西日本広島メンテックの西広島営業所が玖波駅から当駅へ移転[注釈 1][10]。
- 2020年（令和2年）
  - 1月31日：橋上駅舎化工事着手[11]。
  - 3月29日：仮駅舎使用開始[12][13]。東口を「南口」へ、西口を「北口」へ呼び方を変更。
  - 8月1日：JR西日本広島メンテック組織再編に伴い、当駅所在の西広島営業所廃止[14]。
- 2021年（令和3年）
  - 12月18日：この日限りでみどりの窓口営業終了[15]。
  - 12月19日：橋上駅舎暫定開業[1][16]。また、みどりの券売機プラス稼働開始[15]。また、LED発車標や自動アナウンス音声を一新させ、接近メロディをリニューアルした。
- 2022年（令和4年）11月20日：新駅舎完成[17]。

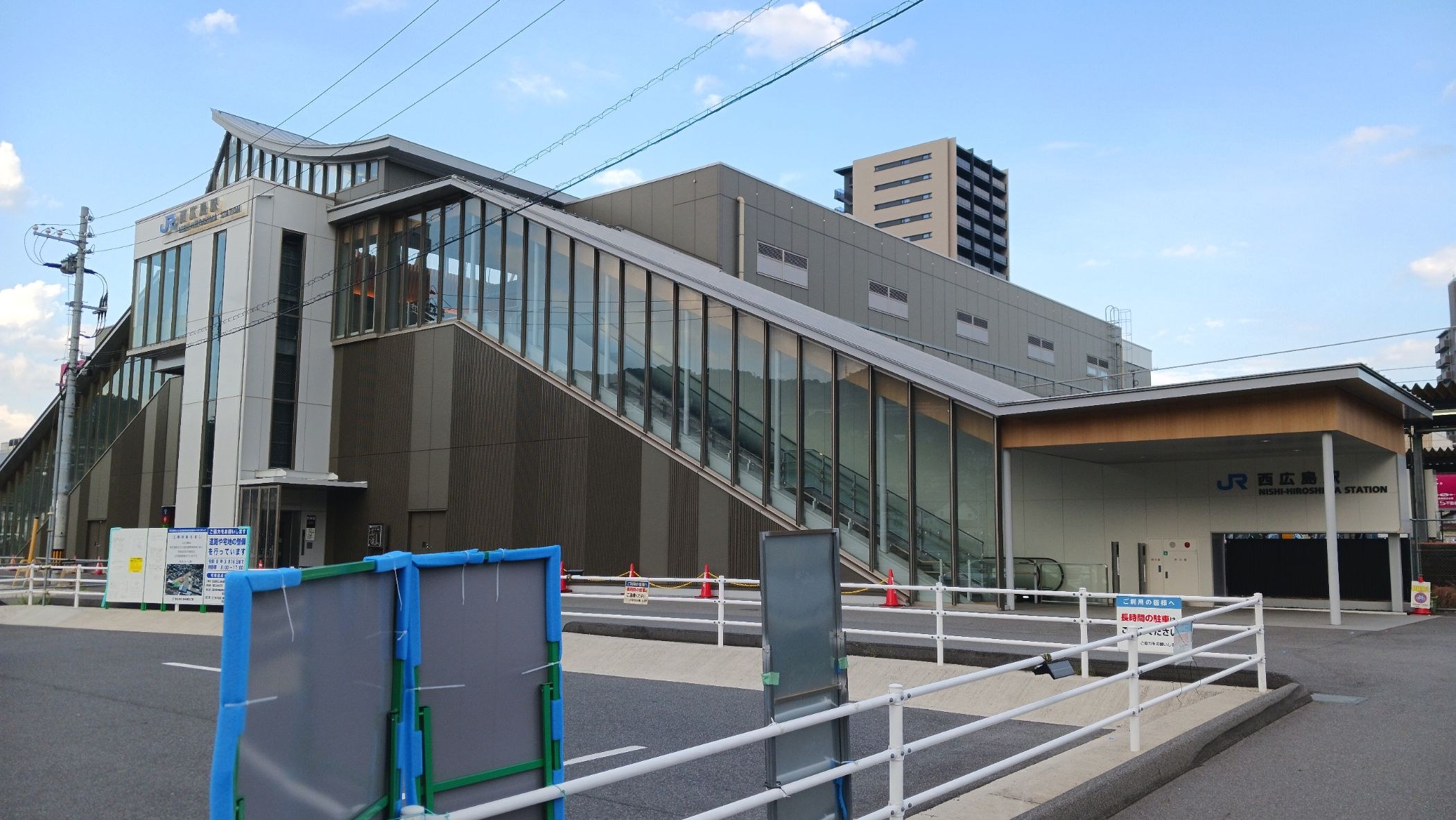
北口（2025年8月）

なお、戦前の高速鉄道敷設計画である通称「弾丸列車」計画では当駅を「新広島駅」として新設する予定であったが、実現することは無かった。
| 1945年米軍作成の広島市地図。Koi Station表記。 | 1988年の西広島駅（国土交通省 国土地理院 地図・空中写真閲覧サービスの空中写真を基に作成）。 |

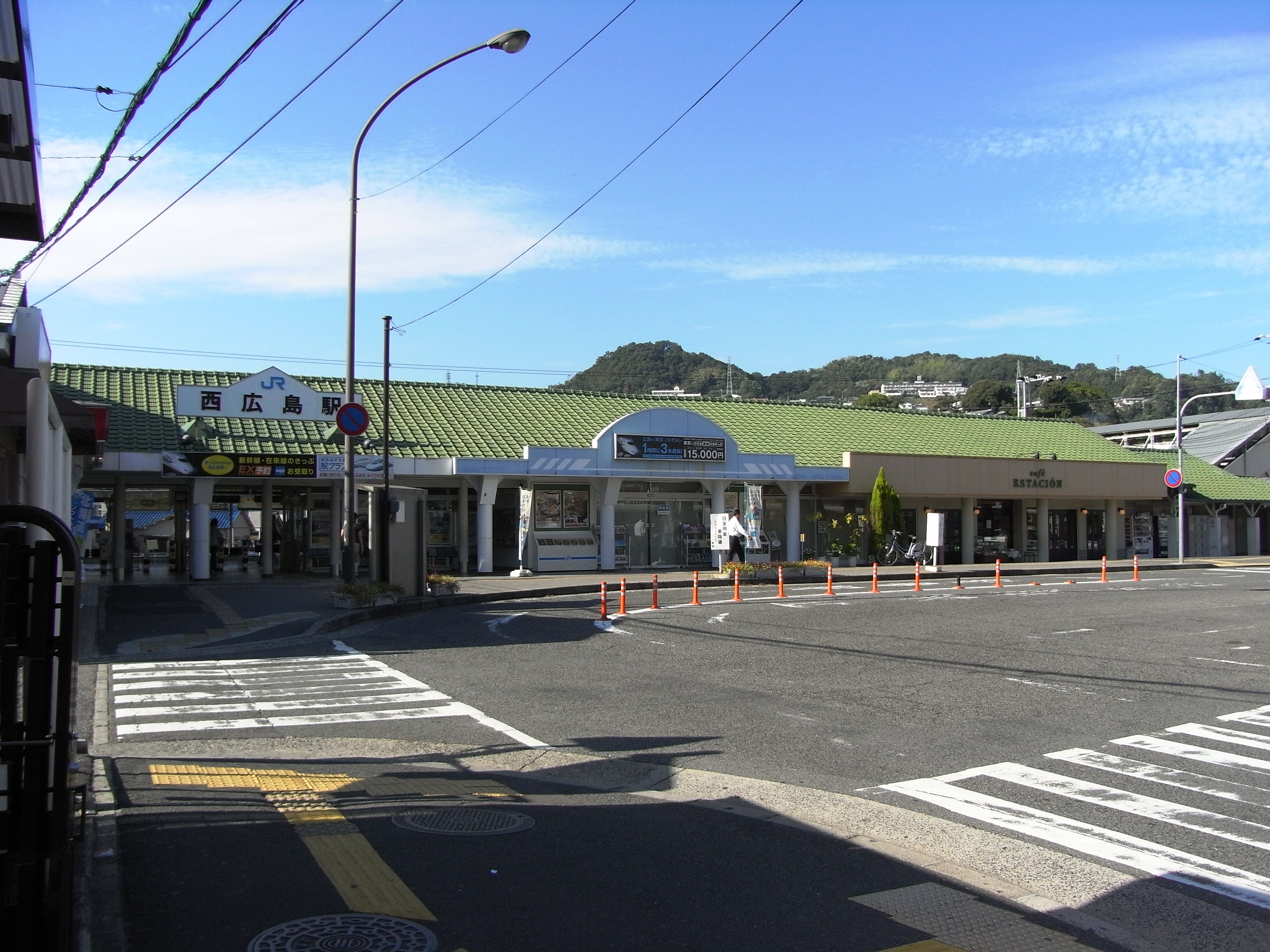
旧駅舎 南口（2008年10月）
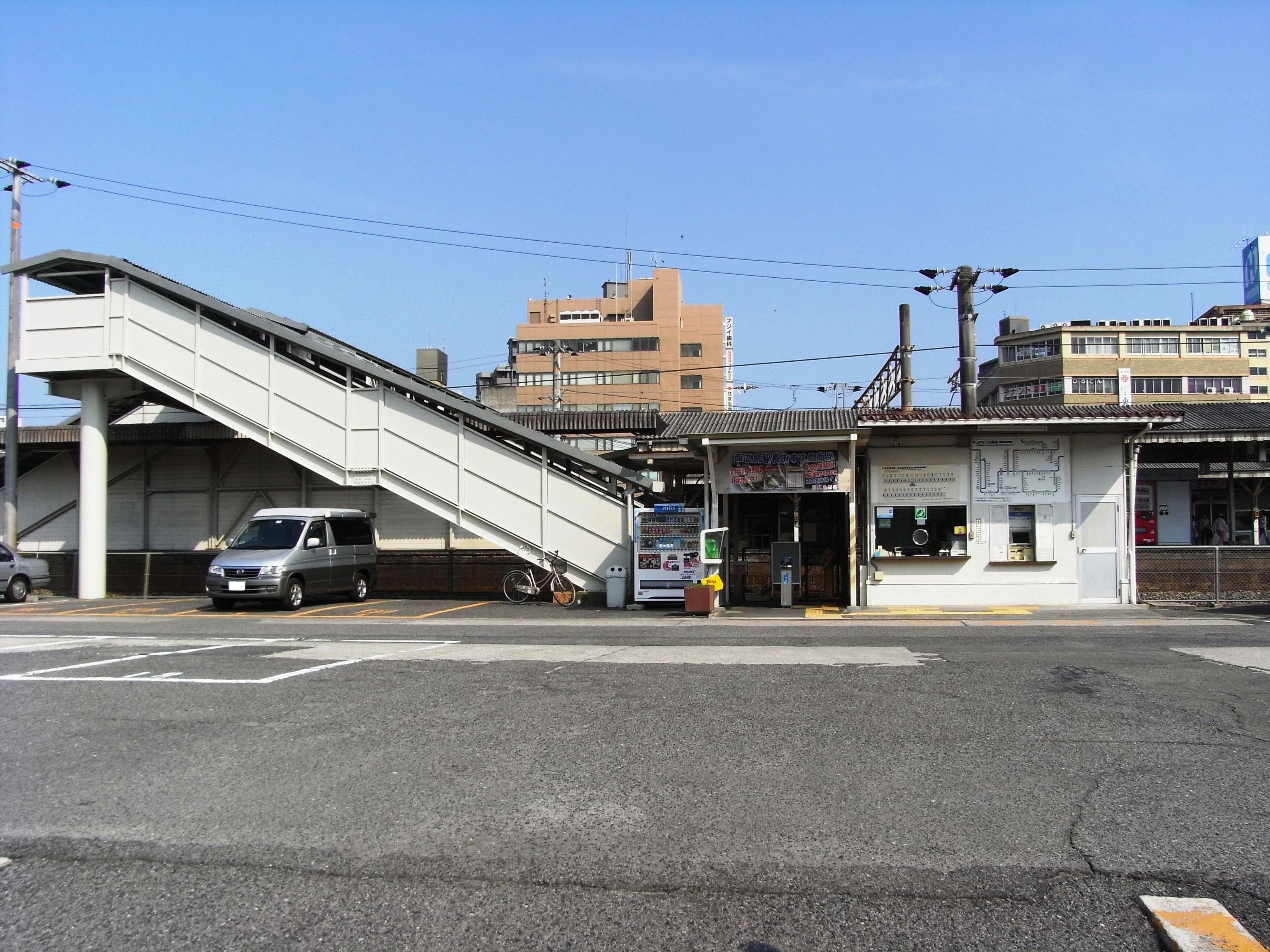
旧駅舎 北口（2009年7月）
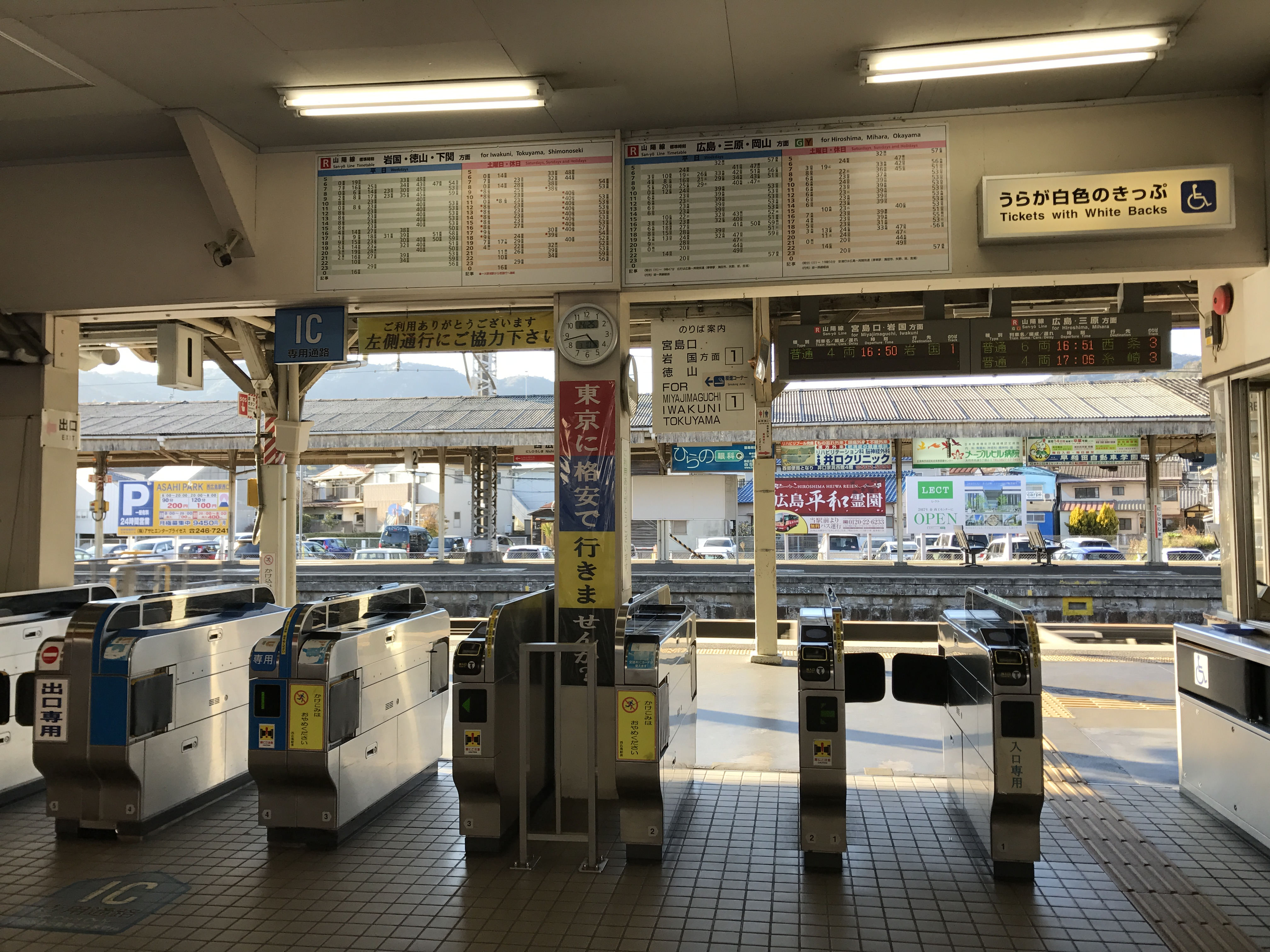
旧駅舎 改札口（2018年3月）
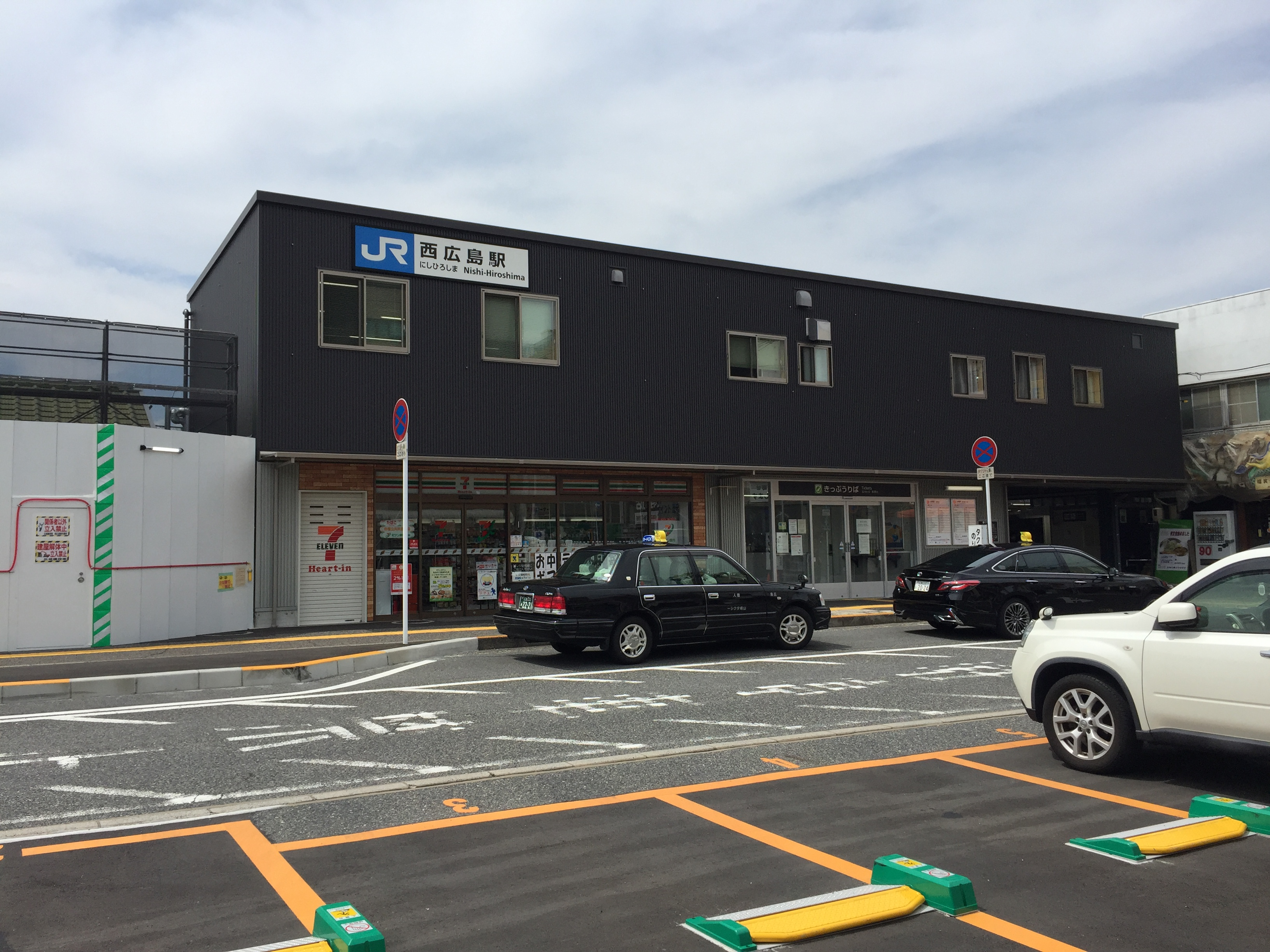
仮駅舎（2020年6月）

## 駅構造
単式・島式ホーム複合型2面3線を有する地上駅。橋上駅でホーム上を自由通路が通る。改札口は1ヶ所。
ICOCA利用可能駅（相互利用可能ICカードはICOCAの項を参照）である。また、JR特定都区市内制度における「広島市内」の駅である。駅スタンプも設置されている。
業務委託駅（JR西日本中国交通サービス受託）で、みどりの券売機プラスが設置されている。以前は管理駅であった。

### のりば
| のりば | 路線     | 方向 | 行先             | 備考                    |
| ------ | -------- | ---- | ---------------- | ----------------------- |
| 1・2   | 山陽本線 | 下り | 宮島口・岩国方面 | 2番のりばは一部列車のみ |
| 2・3   | 山陽本線 | 上り | 広島・三原方面   | 2番のりばは一部列車のみ |

- 下り本線は1番のりば、上り本線は3番のりば。上下共用の待避線（中線）が2番のりば。

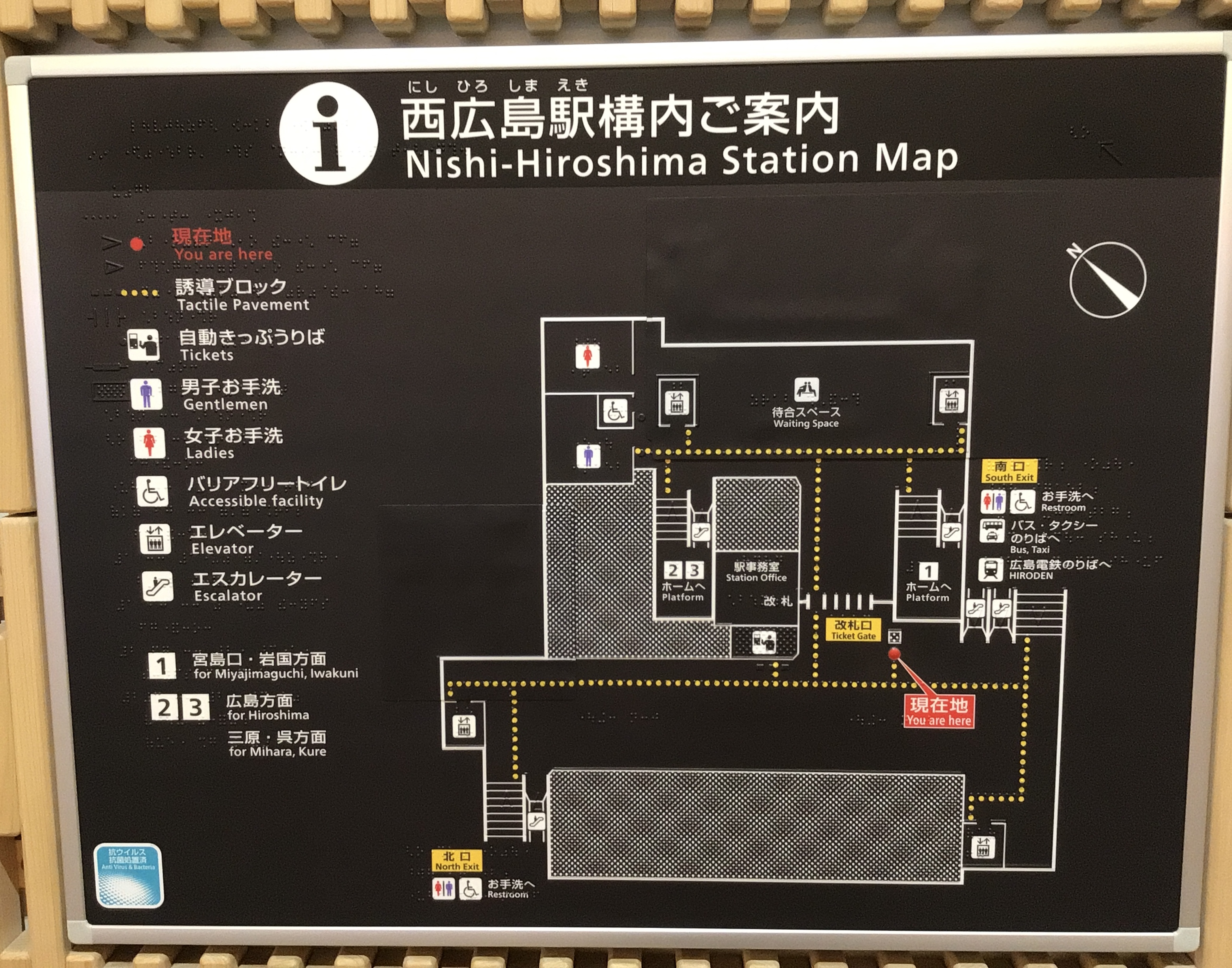
構内図
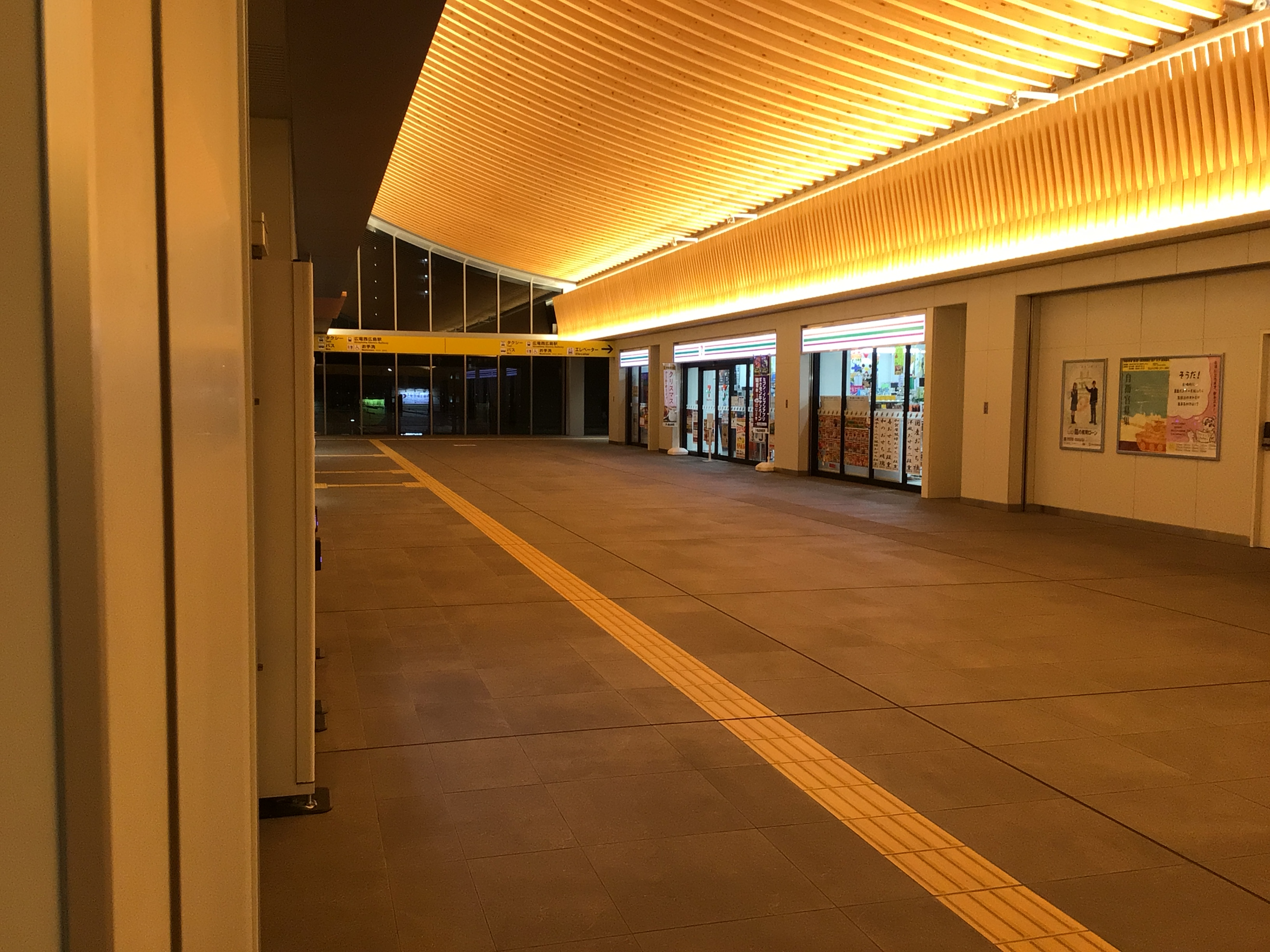
自由通路（2022年11月）
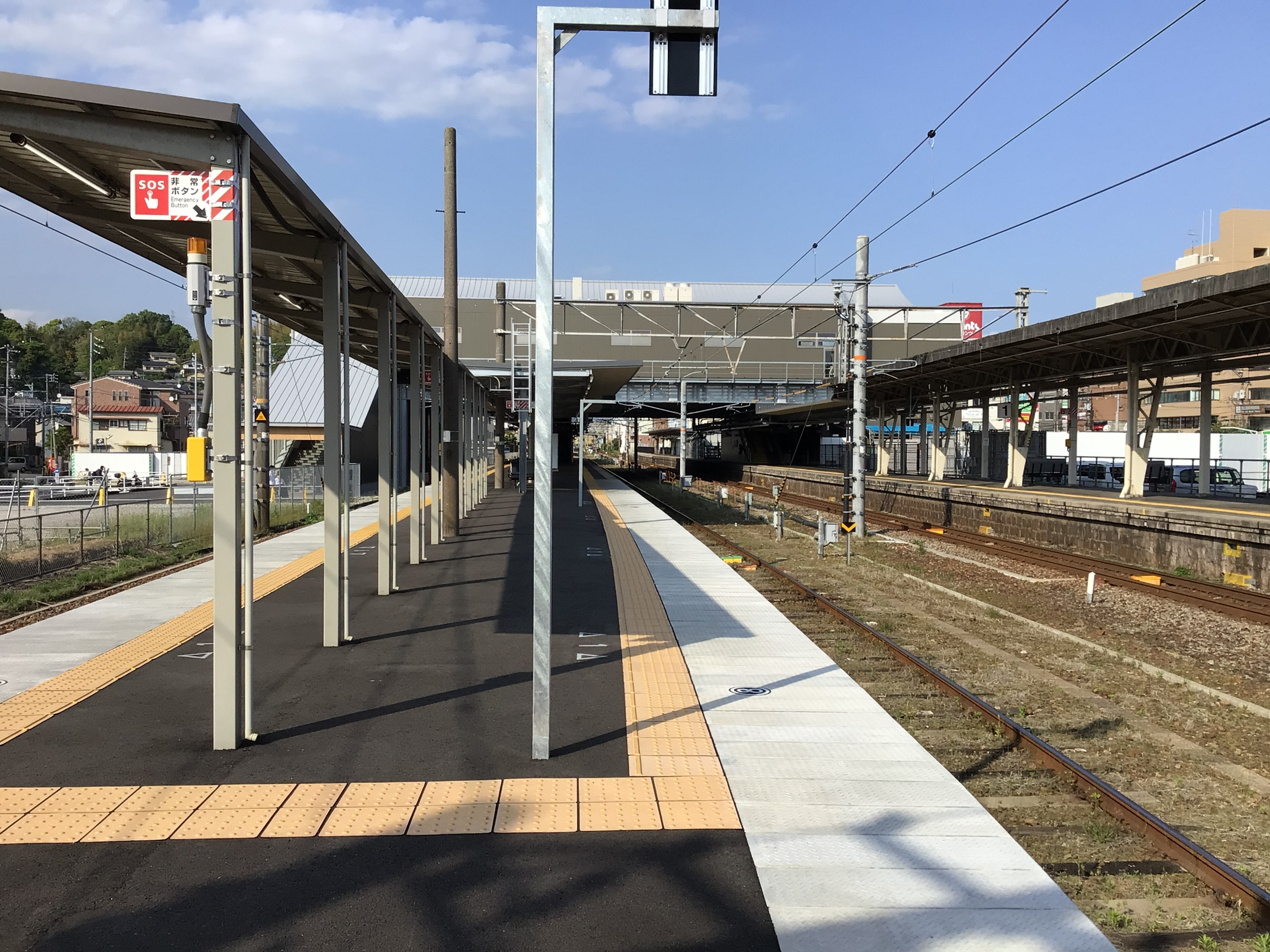
駅構内（2022年5月）

### 駅構内設備
- みどりの券売機プラス
- みどりの券売機
- セブンイレブンハートイン
- むすびのむさし[21]
- 自動券売機
- 自動改札機

## 利用状況
以下の情報は、広島市統計書及び広島市勢要覧に基づいたデータである。なお、当駅 - 横川駅間は最混雑区間である。
| 年度               | 1日平均 乗車人員 | 1日平均 降車人員 |
| ------------------ | ---------------- | ---------------- |
| 1947年（昭和22年） | 3,473            | -                |
| 1948年（昭和23年） | 3,525            | -                |
| 1949年（昭和24年） | 2,819            | -                |
| 1950年（昭和25年） | 2,527            | -                |
| 1951年（昭和26年） | 2,357            | 2,415            |

| 年度               | 1日平均 乗車人員 | 年度毎 乗客数 | 年度毎 降車数 | 年度毎 発送貨物(t) | 年度毎 到着貨物(t) |
| ------------------ | ---------------- | ------------- | ------------- | ------------------ | ------------------ |
| 1952年（昭和27年） | 2,314.6          | 844,815       | -             | -                  | -                  |
| 1953年（昭和28年） | 2,217.5          | 809,383       | -             | -                  | -                  |
| 1954年（昭和29年） | 2,195.5          | 801,366       | -             | -                  | -                  |
| 1955年（昭和30年） | 2,201.9          | 805,884       | -             | -                  | -                  |
| 1956年（昭和31年） | 2,411.0          | 880,021       | -             | -                  | -                  |
| 1957年（昭和32年） | 2,450.9          | 894,566       | -             | 69,110             | 157,912            |
| 1958年（昭和33年） | 2,516.2          | 918,414       | 922,979       | 66,275             | 156,218            |
| 1959年（昭和34年） | 2,549.8          | 933,216       | 930,804       | 66,229             | 159,593            |
| 1960年（昭和35年） | 2,618.8          | 955,850       | 1,000,397     | 61,891             | 165,060            |
| 1961年（昭和36年） | 2,658.8          | 970,463       | 1,001,264     | 67,039             | 169,689            |
| 1962年（昭和37年） | 2,582.7          | 942,680       | 983,251       | 62,898             | 166,224            |

以上の1日平均乗車人員は年度毎乗客数を365（閏年が関係する1955・1959年は366）で割った値を、小数点第2位で四捨五入。小数点一位の値にしたものである。
| 年度               | 1日平均 乗車人員 | 年度毎 総数 | 定期券 総数 | 普通券 総数 | 年度毎 発送貨物(t) | 年度毎 到着貨物(t) |
| ------------------ | ---------------- | ----------- | ----------- | ----------- | ------------------ | ------------------ |
| 1963年（昭和38年） | 2,667.9          | 1,952,919   | 1,419,574   | 533,345     | -                  | -                  |
| 1964年（昭和39年） | 2,730.4          | 1,993,228   | 1,442,348   | 550,880     | 52,444             | 158,719            |
| 1965年（昭和40年） | 3,000.5          | 2,190,372   | 1,561,138   | 629,234     | 39,277             | 148,908            |
| 1966年（昭和41年） | 2,962.4          | 2,162,565   | 1,545,138   | 617,427     | 35,273             | 130,067            |
| 1967年（昭和42年） | 3,166.9          | 2,318,138   | 1,661,680   | 656,458     | 43,508             | 130,716            |
| 1968年（昭和43年） | 3,147.1          | 2,297,398   | 1,565,800   | 731,598     | -                  | -                  |
| 1969年（昭和44年） | 3,092.4          | 2,257,429   | 1,538,372   | 719,057     | -                  | -                  |
| 1970年（昭和45年） | 3,294.9          | 2,405,277   | 1,575,794   | 829,483     | -                  | -                  |
| 1971年（昭和46年） | 3,693.8          | 2,703,860   | 1,723,014   | 980,846     | -                  | -                  |
| 1972年（昭和47年） | 3,988.3          | 2,911,423   | 1,712,050   | 1,199,373   | -                  | -                  |
| 1973年（昭和48年） | 4,354.2          | 3,178,594   | 1,734,230   | 1,444,364   | -                  | -                  |
| 1974年（昭和49年） | 4,690.3          | 3,423,947   | 1,919,320   | 1,504,627   | -                  | -                  |
| 1975年（昭和50年） | 5,300.8          | 3,880,222   | 2,157,672   | 1,722,550   | -                  | -                  |
| 1976年（昭和51年） | 5,910.1          | 4,314,341   | 2,445,858   | 1,868,483   | -                  | -                  |
| 1977年（昭和52年） | 6,043.9          | 4,412,024   | 2,491,094   | 1,920,930   | -                  | -                  |
| 1978年（昭和53年） | 6,530.6          | 4,767,357   | 2,869,614   | 1,897,743   | -                  | -                  |

以上の1日平均乗車人員は乗車数と降車数が同じであると仮定し、年度毎総数を365（閏年が関係する1963・1967・1971・1975年は366）で割った後で、さらに2で割った値を、小数点第二位で四捨五入。小数点一位の値にした物である。
| 年度                | 1日平均 乗車人員 |
| ------------------- | ---------------- |
| 1979年（昭和54年）  | 6,855            |
| 1980年（昭和55年）  | 7,063            |
| 1981年（昭和56年）  | 6,938            |
| 1982年（昭和57年）  | 6,847            |
| 1983年（昭和58年）  | 7,089            |
| 1984年（昭和59年）  | 7,835            |
| 1985年（昭和60年）  | 6,800            |
| 1986年（昭和61年）  | 6,981            |
| 1987年（昭和62年）  | 9,137            |
| 1988年（昭和63年）  | 10,530           |
| 1989年（平成 元年） | 9,401            |
| 1990年（平成02年）  | 9,909            |
| 1991年（平成03年）  | 10,288           |
| 1992年（平成04年）  | 10,621           |
| 1993年（平成05年）  | 10,696           |
| 1994年（平成06年）  | 10,499           |
| 1995年（平成07年）  | 10,490           |
| 1996年（平成08年）  | 10,431           |
| 1997年（平成09年）  | 10,114           |
| 1998年（平成10年）  | 9,934            |
| 1999年（平成11年）  | 9,859            |
| 2000年（平成12年）  | 9,837            |
| 2001年（平成13年）  | 9,684            |
| 2002年（平成14年）  | 9,649            |
| 2003年（平成15年）  | 9,424            |
| 2004年（平成16年）  | 9,304            |
| 2005年（平成17年）  | 9,326            |
| 2006年（平成18年）  | 9,205            |
| 2007年（平成19年）  | 9,311            |
| 2008年（平成20年）  | 9,367            |
| 2009年（平成21年）  | 9,193            |
| 2010年（平成22年）  | 9,159            |
| 2011年（平成23年）  | 9,114            |
| 2012年（平成24年）  | 9,100            |
| 2013年（平成25年）  | 9,212            |
| 2014年（平成26年）  | 8,930            |
| 2015年（平成27年）  | 9,232            |
| 2016年（平成28年）  | 9,353            |
| 2017年（平成29年）  | 9,389            |
| 2018年（平成30年）  | 9,326            |
| 2019年（令和 元年） | 9,339            |
| 2020年（令和02年）  | 7,761            |
| 2021年（令和03年）  | 7,587            |
| 2022年（令和04年）  | 8,087            |

乗車数グラフ

## 駅周辺
- 広島市西区役所
- 広島工業大学専門学校
- ノートルダム清心中学校・高等学校

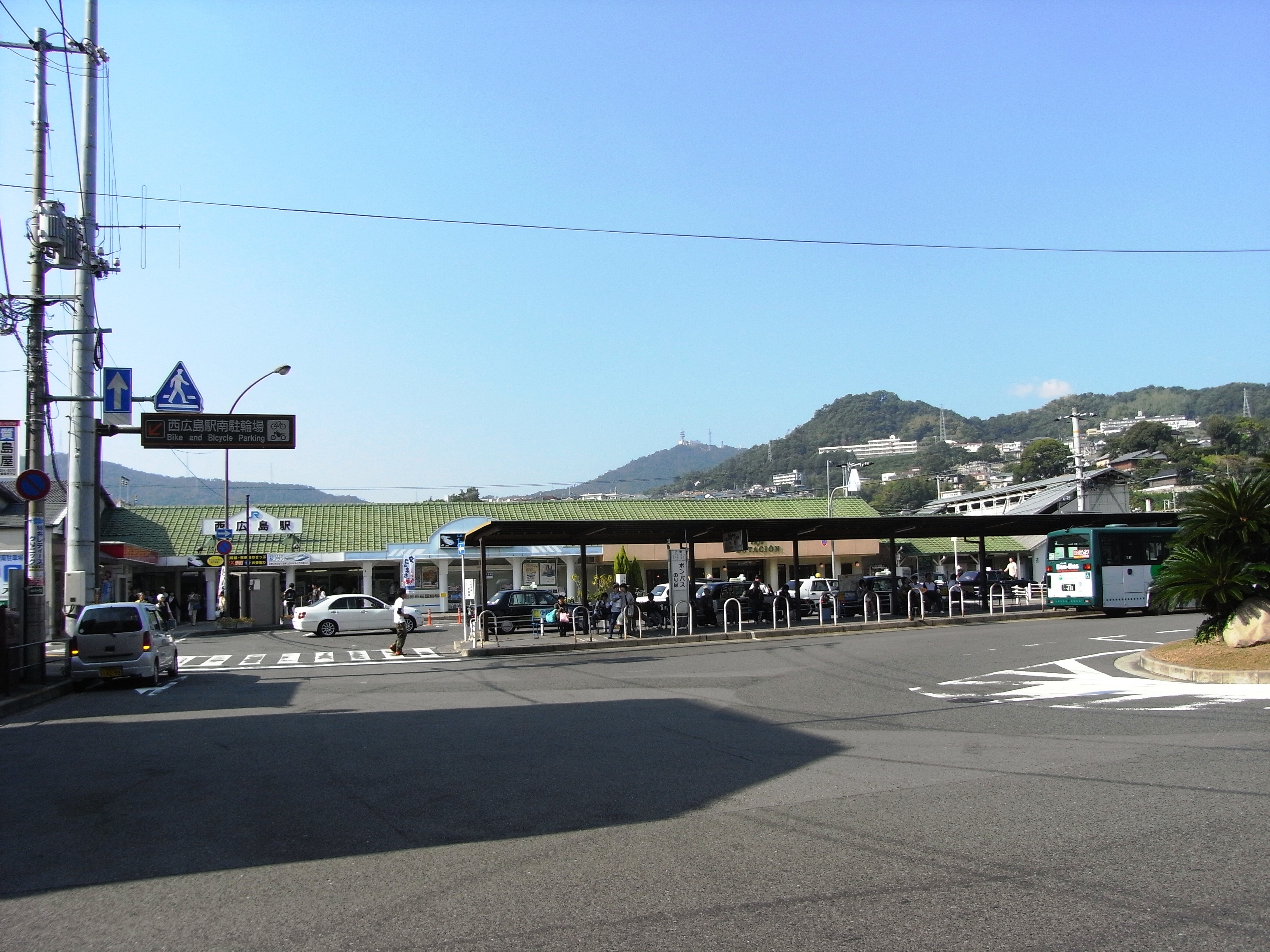
駅周辺（2008年10月）

- 広島学院中学校・高等学校：当駅発バスで10分を要する。
- フレスタ 己斐上店

駅の南側に広島電鉄本線・宮島線の広電西広島（己斐）駅があり、2号線（紙屋町・土橋方面 - 高須・古江・草津方面）が停車する。

## バス路線
広電バスの市内線とボン・バスは駅前ロータリーに発着する。広電バスの郊外線（西広島バイパス線）とボン・バスの高須台線は宮島街道上の乗り場に発着する。広島バスは下りは宮島街道のりばにしか停車せず、上りは両方ののりばに停車する。
| JR西広島駅 駅前ロータリー 西広島駅（己斐） 己斐（西広島）          | JR西広島駅 駅前ロータリー 西広島駅（己斐） 己斐（西広島） | JR西広島駅 駅前ロータリー 西広島駅（己斐） 己斐（西広島） | JR西広島駅 駅前ロータリー 西広島駅（己斐） 己斐（西広島） |
| のりば                                                             | 運行事業者                                                | 系統：行先 | 備考                                                      |
| ------------------------------------------------------------------ | --------------------------------------------------------- | --- | --------------------------------------------------------- |
| 1                                                                  | 広電バス                                                  | 10号線（急行）：中電前・市役所前・大学病院・旭町 | 平日朝のみ運行                                            |
| 1                                                                  | 広島バス                                                  | 25号線（草津線）：平和記念公園・広島駅 25号線（急行）：中電前・市役所前 | 急行は平日朝のみ運行                                      |
| 1                                                                  | ボン・バス                                                | 11号線（広電己斐団地線・大迫団地線）：紙屋町・八丁堀 14号線（共立ハイツ線・高須台経由）：紙屋町・八丁堀 17号線（五月が丘・ジアウトレット線）：紙屋町・八丁堀                                         |                                                           |
| 2                                                                  | ボン・バス                                                | 11号線（広電己斐団地線 フジハイツ・イトーピア線）：広電己斐団地・イトーピア・フジハイツ方面 17号線（五月が丘・ジアウトレット線）：ジアウトレット広島・免許センター・五月が丘方面                     |                                                           |
| 3                                                                  | ボン・バス                                                | 11-1,11-2号線（大迫団地線）：大迫団地方面 11-19号線（共立ハイツ線・明山台経由）：明山台・共立ハイツ・もみじが丘方面 14号線（共立ハイツ線・高須台経由）：学院東門・高須台・もみじが丘・共立ハイツ方面 |                                                           |
| 己斐（広電西広島駅入口） 宮島街道 広電西広島駅向かい 西行 下り     |                                                           | |                                                           |
| 4                                                                  | 広電バス                                                  | 52号線（西広島バイパス線）：山田団地・美鈴が丘 53号線（西広島バイパス線）：井口台パークタウン |                                                           |
| 4                                                                  | 広島バス                                                  | 25号線（草津線）：庚午・アルパーク・井口車庫 |                                                           |
| 4                                                                  | ボン・バス                                                | 14号線（共立ハイツ線・高須台経由）：学院東門・高須台・もみじが丘・共立ハイツ方面 |                                                           |
| 己斐（広電西広島駅入口） 宮島街道 広電西広島（己斐）駅側 東行 上り |                                                           | |                                                           |
| 5                                                                  | 広電バス                                                  | 52,53号線（西広島バイパス線）：広島バスセンター方面 |                                                           |
| 5                                                                  | 広島バス                                                  | 25号線（草津線）：平和記念公園・広島駅 |                                                           |
| 5                                                                  | ボン・バス                                                | 14号線（共立ハイツ線・高須台経由）：紙屋町・八丁堀 |                                                           |

## ズッコケ3人組との関係

ズッコケ三人組の像

児童文学シリーズ『ズッコケ三人組』の原作者の那須正幹氏は己斐出身。同作は駅周辺を舞台とし、特に当駅は作中に登場する「花山駅」のモデルであるとされている。その縁で2009年（平成21年）4月には主人公であるズッコケ3人組像が駅前に設置され、除幕式に那須氏も出席した。ズッコケ3人組像は駅改良工事に伴い、現在は北口に移設されている。

## 隣の駅
西日本旅客鉄道（JR西日本）
 山陽本線
■快速「シティライナー」（土休日のみ運転）
通過
■快速「通勤ライナー」（平日朝上りのみ運転）・■普通
横川駅 (JR-R03) - 西広島駅 (JR-R04) - 新井口駅 (JR-R05)
- 新井口駅との間にJR古江駅（仮称）を建設する構想がある[26]。